# Amphiscirpus
- Commons
- Wikispecies

Amphiscirpus Oteng-Yeb. é um género botânico pertencente à família Cyperaceae.

## Espécies
O gênero é composto por uma única espécie:
- Amphiscirpus nevadensis (S.Watson) Oteng Yeb.